# Stolno (gemeente)
De gemeente Stolno is een landgemeente in het Poolse woiwodschap Koejavië-Pommeren, in powiat Chełmiński.
De zetel van de gemeente is in Stolno.
Op 30 juni 2004 telde de gemeente 5201 inwoners.

## Oppervlakte gegevens
In 2002 bedroeg de totale oppervlakte van gemeente Stolno 98,43 km², waarvan:
- agrarisch gebied: 79%
- bossen: 13%

De gemeente beslaat 18,66% van de totale oppervlakte van de powiat.

## Demografie
Stand op 30 juni 2004:
| Omschrijving                   | Totaal | Totaal | Vrouwen | Vrouwen | Mannen | Mannen |
| ------------------------------ | ------ | ------ | ------- | ------- | ------ | ------ |
| eenheid                        | aantal | %      | aantal  | %       | aantal | %      |
| inwoners                       | 5201   | 100    | 2583    | 49,7    | 2618   | 50,3   |
| bevolkingsdichtheid (inw./km²) | 52,8   | 52,8   | 26,2    | 26,2    | 26,6   | 26,6   |

In 2002 bedroeg het gemiddelde inkomen per inwoner 1598,23 zł.

## Administratieve plaatsen (sołectwo)
- Cepno (Wichorze)
- Gorzuchowo
- Grubno
- Małe Czyste (Wielkie Czyste, Zakrzewo)
- Obory
- Paparzyn
- Pilewice
- Robakowo
- Rybieniec
- Sarnowo
- Stolno (Kobyły)
- Trzebiełuch (Klęczkowo)
- Wabcz (Łyniec, Wabcz-Kolonia)

Zonder de status sołectwo : Nałęcz, Zalesie

## Aangrenzende gemeenten
Chełmno, Chełmno, Grudziądz, Kijewo Królewskie, Lisewo, Papowo Biskupie, Płużnica